# Michel Moyrand
Pour l’article ayant un titre homophone, voir Moirans.
Michel Moyrand , né le 1er février 1949 à Ladignac-le-Long (Haute-Vienne), est un homme politique français. Il est maire de Périgueux (Dordogne) de 2008 à 2014. 

## Biographie

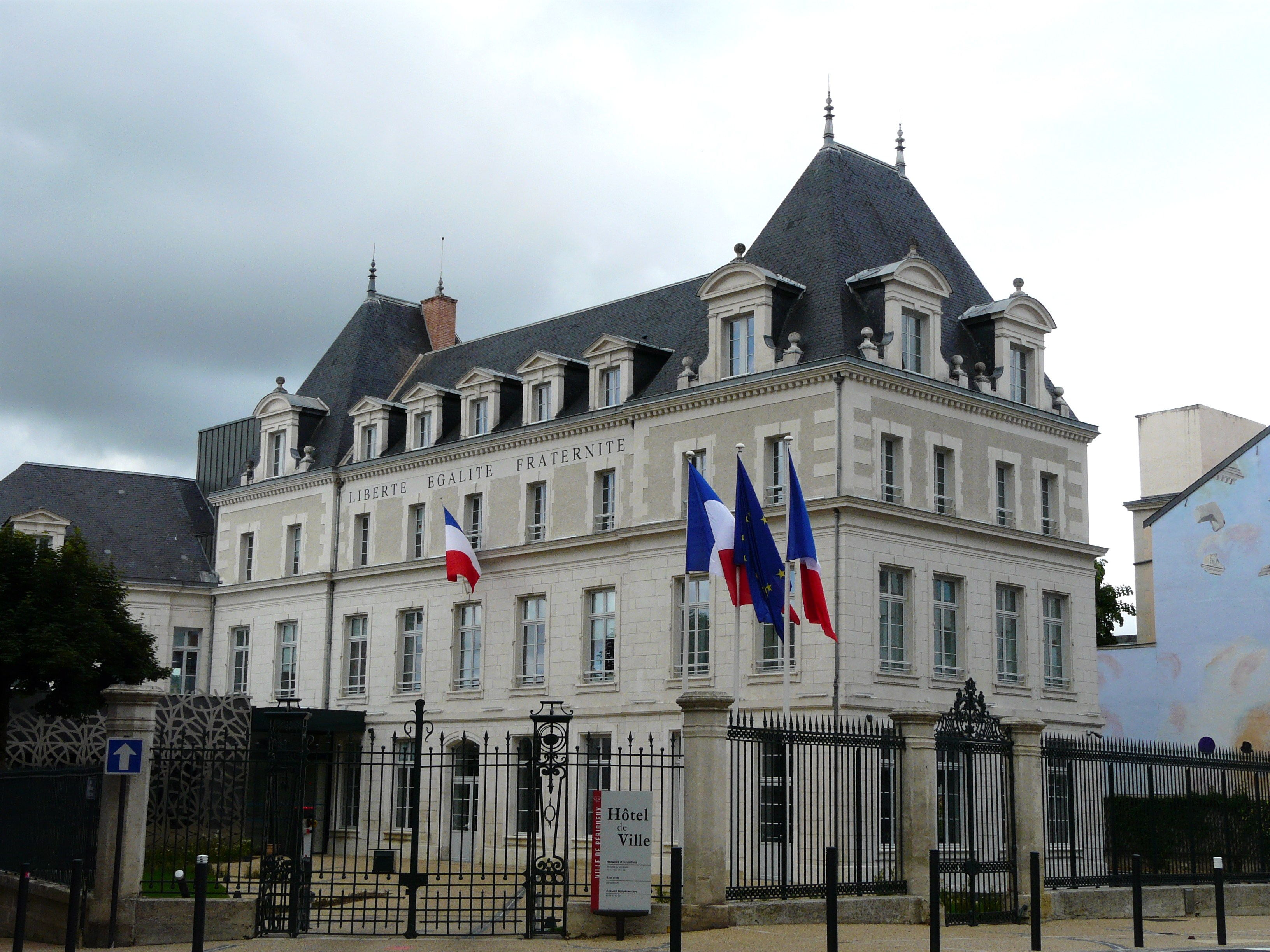
L'hôtel de ville de Périgueux.

### Carrière politique
Il débute sa vie politique après sa carrière à l'Imprimerie des Timbres à la Poste. De 1998 à 2004, il est vice-président du conseil régional chargé du tourisme, du patrimoine culturel, architectural et des parcs naturels régionaux, et également président du parc régional Périgord-Limousin (deux mandats de trois ans). Il est actuellement membre du bureau de la fédération nationale des parcs naturels régionaux et préside la commission nationale « Vie des territoires ». Il est, de 1989 à 2001, le 1er adjoint au maire de la commune de Bassillac. De 1999 à 2002, il est membre du Conseil économique et social national. De 1995 à novembre 2008, remplacé par Benoit Secrestat, il est le Premier secrétaire départemental du Parti socialiste de Dordogne.
Dans l'opposition municipale, de mars 2001 à mars 2008, il est conseiller municipal de Périgueux. Il est maire de la ville de Périgueux depuis le 16 mars 2008. Grâce au conseil de son ami François Hollande, qui lui avait demandé de se présenter aux élections municipales de 2008 contre Xavier Darcos, le 16 mars 2008, il est élu avec 50,42 % des voix au deuxième tour battant ainsi le maire sortant de 113 voix, Xavier Darcos, ministre de l'Éducation Nationale du gouvernement Fillon. Il avait déjà affronté M. Darcos aux municipales de 2001, mais il avait alors été battu dès le premier tour avec 34 % des voix.
Le 21 mars 2010, il devient vice-président du conseil régional d'Aquitaine, chargé des politiques contractuelles. Il est également le 1er vice-président de la communauté d'agglomération périgourdine, chargé des transports urbains depuis 2008.
Au premier tour des élections municipales de 2014, Michel Moyrand arrive en tête avec plus de 46 % des voix exprimées, devant Antoine Audi (plus de 39 %) et Jean-Paul Daudou (près de 14 %). Bien qu'ayant atteint un score suffisant pour se maintenir au second tour, Jean-Paul Daudou se retire, mais ne donne aucune consigne de vote à ses électeurs. Au second tour, Antoine Audi l'emporte avec 50,72 % des suffrages, reprenant la mairie de 168 voix. 
Après sa défaite, Michel Moyrand reste conseiller municipal de l'opposition jusqu'en avril 2015, date à laquelle, il déclare se retirer de la vie politique. Il reste conseiller régional mais ne sollicite pas de nouveau mandat aux élections régionales de 2015. 
En décembre 2016, le député sortant Pascal Deguilhem ne briguant pas un nouveau mandat, Michel Moyrand sort de sa retraite et est investi par le Parti socialiste pour les élections législatives de 2017 dans la première circonscription de la Dordogne,.
En 2020, alors qu'il y a déjà plusieurs listes de gauche en lice, il décide de briguer à nouveau la mairie de Périgueux. Arrivé quatrième d'un premier tour où les votes sont très dispersés, puisqu'il termine à moins de 6 points derrière le maire sortant LR Antoine Audi, il refuse de se désister pour la liste de gauche unie et fusionne sa liste avec celles du centriste Patrick Palem (arrivé devant lui en troisième place) et des divers droite Laurent Rouquié et Elisabeth Dartencet. Patrick Palem est très largement battu au second tour par l'union de la gauche emmenée par Delphine Labails et même dépassé par le maire sortant Antoine Audi.

## Distinctions
- Chevalier de l'ordre national du Mérite (décret du 14 novembre 2000[11])
- Chevalier de la Légion d'honneur (décret du 30 décembre 2016[12])